# Galaxias postvectis
Galaxias postvectis är en fiskart som beskrevs av Clarke, 1899. Galaxias postvectis ingår i släktet Galaxias och familjen Galaxiidae. IUCN kategoriserar arten globalt som sårbar. Inga underarter finns listade i Catalogue of Life.